# Kramgoa låtar 20
Kramgoa låtar 20 utkom 1992 och är ett studioalbum av det svenska dansbandet Vikingarna.

## Låtlista
1. Hem igen
2. För dina blåa ögons skull
3. But I Do
4. Kommer du till sommaren
5. En natt i Moskva
6. Teddy Bear
7. Du är min sommar, Marie
8. Vi har så mycket att säga varandra
9. Mona-Lisa
10. Jag tror på lyckan
11. Angelina min vän
12. Det är en viking
13. Jag vill älska
14. Varje brev
15. Are You Lonesome Tonight

## Listplaceringar
| Lista (1992) | Topplacering |
| ------------ | ------------ |
| Sverige      | 15           |

### Fotnoter
1. ↑  Listplacering